# Dzsausigir
A dzsausigir a kazároknál Ibn Fadlán szerint az udvarban a kagán, kagán-bég és kündü kagán után a negyedik legmagasabb tisztség volt. Ibn Fadlán nem adja meg mi volt a szerepe.
Egy vitatott hipotézis szerint a szó a csavus ujgur 'ujgur marsall' kifejezésből származtatható, azaz az ujgurok vezetője, felügyelője lett volna.